# اختراع انزواء

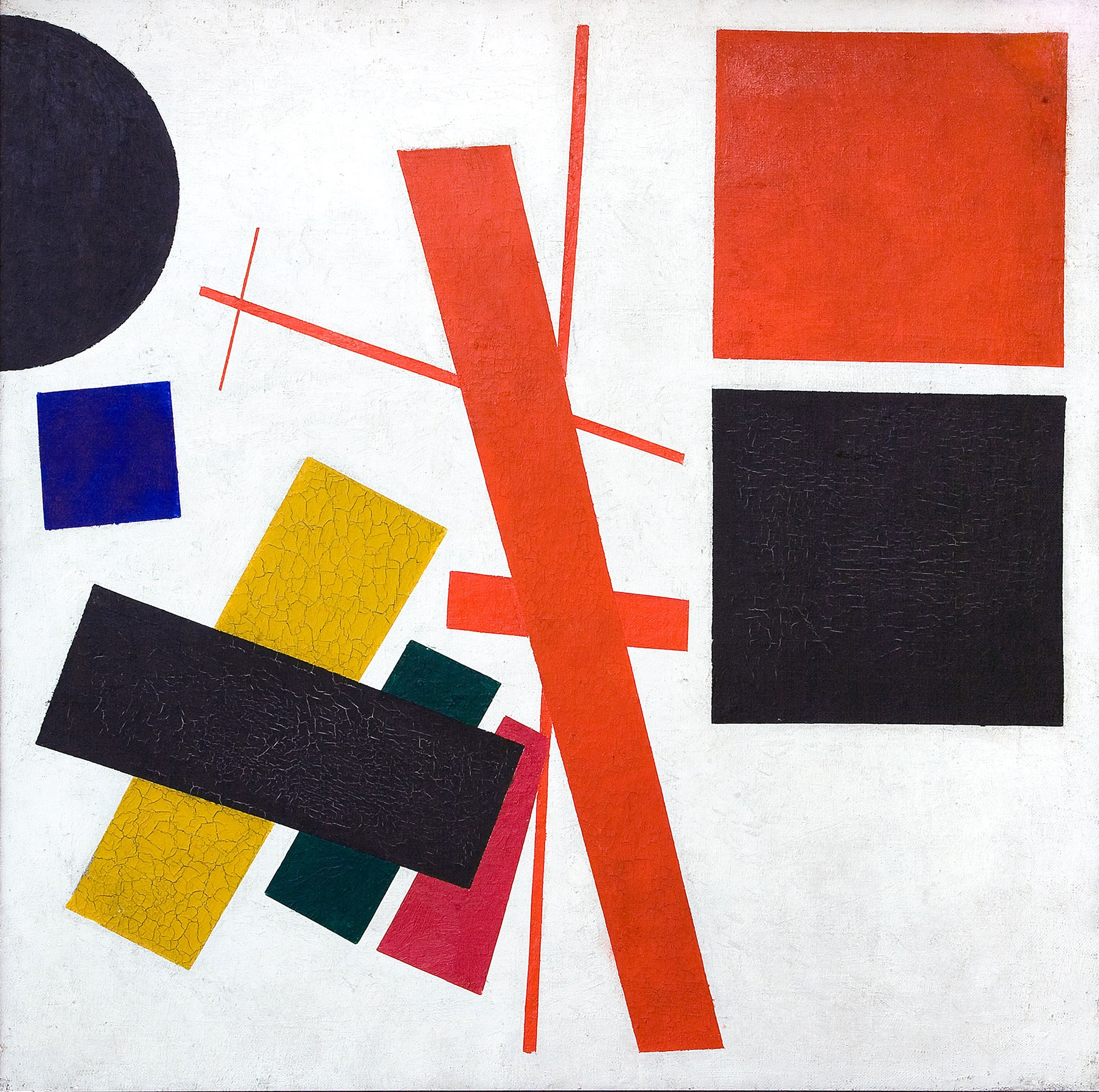
اختراع انزوا کتاب پل استر

اختراع انزوا (به انگلیسی: The Invention of Solitude) نام اولین کار پل استر،نویسنده آمریکایی، است که در سال ۱۹۸۲ منتشر شد.کتاب به دو بخش اصلی تقسیم می‌شود:پرتره مرد نامرئی که بر روی مرگ ناگهانی پدر استر تمرکز دارد و کتاب خاطره که در آن استر به تشریح نظرات شخصی خود درباره برخی موضوعات مانند تصادف،سرنوشت و انزوا می‌پردازد که در آینده موضوع بسیاری از کتاب‌های او را نیز تشکیل داده است.

## ترجمه فارسی
در سال ۱۳۸۷ نشر افق کتاب را با ترجمه بابک تبرایی منتشر کرد.